# باتريك هارت
باتريك ج. هارت (بالإنجليزية: Patrick G. Hart) (ولد في 5 أغسطس 1965) هو مقدم برامج تلفزيونية، ومذيع إذاعي، وفنان تسجيل يقيم في برستل، إنجلترا. يشغل منصب مدير المحطة في إذاعة بي سي إف إم في برستل، ويعمل مذيعًا في بي بي سي راديو، وبي سي إف إم، وميد تلفزيون. يقدم هارت حاليًا برنامج «ذا وان لوف بريكفاست شو» على بي سي إف إم، ويشارك في تقديم برنامج «ذا كاريب-آسيان كوكري شو» مع زوجته شيري يوجين على ميد إن برستل. كما أنه مؤسس نادي برستل أثليتيك لكرة القدم.

## النشأة والمسيرة المهنية
ولد هارت في مدينة الكويت عام 1965. عاش في تشيلويل، نوتنغهام حتى سن الثالثة عشرة، حين انتقلت عائلته إلى برستل في إنجلترا. بدأ مسيرته المهنية عام 1993 كـمدير عام لشركة «فريشبلود ريكوردز». انضم هارت إلى بي سي إف إم عام 2009 كمدير للمحطة، وأصبح الرئيس التنفيذي في عام 2010.
شارك في تأليف كتاب «ذا كاريب-آسيان كوكري بوك: وصفات وقوافٍ» الذي نشرته دار سيلفروود للنشر. وهو حاليًا مقدم برنامج «ذا وان لوف بريكفاست شو» على بي سي إف إم وبرنامج «ذا كاريب-آسيان كوكري شو» على ميد إن برستل.

## وصلات خارجية
- الموقع الرسمي